# Маркоский, Кире
Кире Маркоский (макед. Кире Маркоски; родился 20 мая 1995 года в Охриде, Македония) — македонский футболист, вингер клуба «Шкупи» и сборной Македонии.

## Клубная карьера
Маркоский — воспитанник клуба «Работнички». 18 августа 2012 года в матче против «Дриты» он дебютировал в чемпионате Македонии. 10 августа 2013 года в поединке против «Македония Гёрче Петров» Кире забил свой первый гол за «Работничков». В 2014 году он помог клубу выиграть чемпионат и завоевать Кубок Македонии. В 2015 году Кире вновь стал обладателем национального кубка. Провёл более 100 матчей за «Работнички».
Летом 2018 года перешёл в киприотский клуб «АЕЛ (Лимасол)», но не стал игроком основного состава, сыграв за полтора года 13 матчей в чемпионате Кипра, из них только один — в стартовом составе. Весной 2019 года играл на правах аренды за словацкий «Спартак» (Трнава). Обладатель Кубка Словакии 2018/19. В июле 2020 года перешёл в чешскую «Карвину», но уже спустя месяц, не сыграв ни одного матча в Чехии, вернулся в Македонию и присоединился к клубу «Академия Пандев».

## Международная карьера
18 июня 2014 года в товарищеском матче против сборной Китая Маркоский дебютировал за сборную Македонии. 11 ноября 2017 года в поединке против сборной Норвегии он забил свой первый гол за национальную команду.
В 2017 году в составе молодёжной сборной Македонии Маркоский принял участие в молодёжном чемпионате Европы в Польше. На турнире он сыграл в матчах против команд Испании, Сербии и Португалии. В поединке против португальцев Кире забил гол.

### Голы за сборную Македонии
| #   | Дата           | Место                        | Противник | Счёт | Результат | Соревнование      |
| --- | -------------- | ---------------------------- | --------- | ---- | --------- | ----------------- |
| 01. | 11 ноября 2017 | Филипп II, Скопье, Македония | Норвегия  | 2:0  | 2:0       | Товарищеский матч |

## Достижения
Командные
 «Работнички»
- Чемпионат Македонии по футболу — 2013/2014
- Обладатель Кубка Македонии — 2013/2014
- Обладатель Кубка Македонии — 2014/2015